# Heidberg (Braunschweig)
Der Heidberg ist ein Stadtteil im Süden Braunschweigs. Er gehört zum Stadtbezirk 212 – Heidberg-Melverode.

## Geographie
Nachbarorte Heidbergs sind im Westen Melverode, im Osten die Südstadt, im Südosten Mascherode, im Süden Stöckheim und im Norden die Kernstadt Braunschweigs.

## Geschichte
Bereits in den 1930ern wurde der Bau einer Südstadt für Braunschweig geplant, aber erst 1958 wurde mit dem Südstadtvertrag der Baubeginn beschlossen. Die Entwürfe stammten von Ernst May. Im Januar 1959 begannen die Bauarbeiten für die Südstadtsiedlung auf den größeren östlichen Flächen des Stadtteils Melverode, deren westlicher Teil bei Melverode verblieb. Der östliche Teil der anfänglichen „Südstadtbebauung“ wurde zum neuen Stadtteil Heidberg mit vier Nachbarschaften, der 1969 offiziell seinen Namen erhielt.
Der Name leitet sich von dem mittelniederdeutschen Wort Heide ab, das ein wild gewachsenes Waldgebiet meint, das auf sandigem Boden gedeiht. Schon in einer Urkunde aus dem Jahr 1300 ist die Bezeichnung „Heytberg“ überliefert. Der Bezug zu dem wohl großen Bestand von Eibengewächsen kann auch aus alten Flurbezeichnungen wie „Ipkenberg“ oder „Ibenkamp“ gedeutet werden.
Die Straßen und Wege im Heidberg sind neben dem Thüringenplatz, der Rostockstraße und dem Sachsendamm nach mitteldeutschen und pommerschen Städten benannt.

## Park- und Grünanlagen
Im Stadtteil befindet sich der 24 Hektar große Heidbergpark mit dem zweiteiligen Heidbergsee, einer ehemaligen Kiesgrube. Nordwestlich des Stadtteils, jenseits der Autobahn, liegt der Richmondpark. Im Süden schließen sich jenseits des Springbachs Kleingartenanlagen an.

## Wirtschaft und Infrastruktur
Die Siedlung ist ein reines Wohngebiet mit Nahversorgung, Kirchen, Kinderbetreuungseinrichtungen, Sportplätzen sowie Schulen aller Stufen.
Verkehr
Im Westen hat der Heidberg einen Direktanschluss an die A 36: Anschlussstelle Braunschweig-Heidberg; nach Norden erreicht man nach 1000 m die A 39 Richtung Salzgitter und nordöstlich die A 39 in Richtung Wolfsburg.
Der Heidberg verfügt über eine Straßenbahnstrecke, die von der Linie 2 der Braunschweiger Verkehrs-GmbH befahren wird. Ferner kann der Heidberg durch die Straßenbahnlinie 1 erreicht werden. Durch den Stadtteil fahren die Buslinien 431 und 421.
Bildung
- drei Kindertagesstätten
- ein Kinder- und Jugendzentrum
- eine Grundschule (Grundschule Heidberg)
- ein Schulzentrum, mit Gymnasium und Gesamtschule
- eine Berufsakademie
- eine Stadtteilbücherei

Kirchen

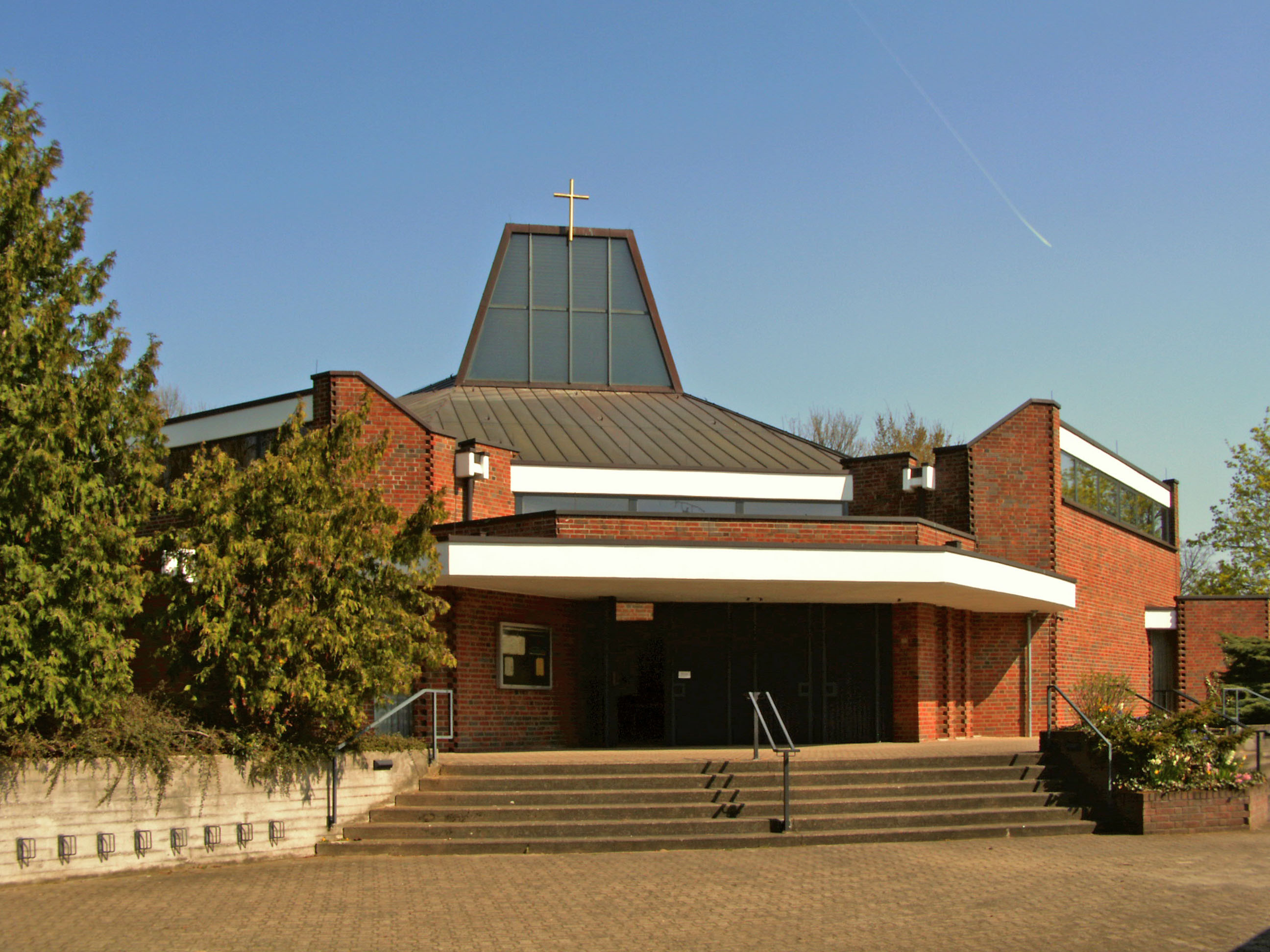
St. Bernward-Kirche

- Die evangelisch-lutherische St.-Thomas-Kirche befindet sich an der Bautzenstraße; sie wurde 1989 geweiht. Zuvor fanden die Gottesdienste im bereits 1967 eingeweihten Gemeindehaus statt. Die Gemeinde gehört zur Propstei Braunschweig der Landeskirche Braunschweig. Gemeindepastor ist Detlef Gottwald.[3]

- Die katholische St.-Bernward-Kirche befindet sich an der Stettinstraße. Sie wurde von 1968 bis 1970 erbaut, ihre Pfarrgemeinde wurde bereits 1963 gegründet. Neben der Kirche befindet sich die gleichnamige Kindertagesstätte.

- Die Stephanus-Gemeinde und der Kindergarten an der Halberstadtstraße gehören zum Bund Evangelisch-Freikirchlicher Gemeinden (Baptisten). Gemeindepastor ist Frank Wegen.[4]

- Die Kirche an der Dresdenstraße gehört zur selbständigen evangelisch-lutherischen Paul-Gerhardt-Gemeinde. Gemeindepastor ist Pfarrvikar Dr. Michael Wenz.[5]

## Wappen
Das Wappen zeigt einen grünen mit fünf roten Früchten besetzten Eibenzweig auf einem weißen Schild (in der Heraldik silberfarben).
Der Zweig soll als stilisiertes Symbol für das Leben stehen, da Eiben bis zu 2000 Jahre alt werden können. Er drückt den Wunsch nach einer langen und gedeihlichen Zukunft für diesen Stadtteil aus. Das Wappen wurde von Wilhelm Bornstedt und Arnold Rabbow entworfen und am 25. September 1980 auf einer Versammlung aller Heidberger Vereine bestätigt.
Mehrere junge Eiben wurden auf Wunsch einer Bürgerinitiative durch die Stadtverwaltung neu in diesem Stadtteil angepflanzt.